# Torneo de Estoril 2011
El Torneo de Estoril 2011 fue un evento de tenis disputado sobre tierra batida. Fue la edición Nº 22 del torneo, y formó parte de los eventos de categoría ATP World Tour 250 del ATP World Tour 2011, y un evento de la categoría WTA International Tournaments. Tanto el torneo masculino como el femenino se celebraron en Qeiras, Portugal, desde el 23 de abril hasta el 1 de mayo de 2011.
El hombre más fuerte en el cuadro era el número 5 del mundo Robin Söderling, también estaban presentes Juan Martín Del Potro, Fernando Verdasco y la revelación de la temporada Milos Raonic.

## Campeones

### Individuales Masculino
Juan Martín del Potro vence a  Fernando Verdasco por 6-2 y 6-2.

### Individuales Femenino
Anabel Medina Garrigues vence a  Kristina Barrois por 6-1 y 6-2.

### Dobles Masculino
Eric Butorac /  Jean-Julien Rojer vencen a  Marc López /  David Marrero por 6-3 y 6-4.

### Dobles Femenino
Alisa Kleybanova /  Galina Voskoboeva vencen a  Eleni Daniilidou /  Michaëlla Krajicek por 6-4 y 6-2.